# 福曼冰川
84°39′S 177°10′W / 84.650°S 177.167°W
福曼冰川（英語：Forman Glacier），是南極洲的冰川，位於杜費克海岸的毛德王后山脈，全長7公里，最終在法蘭克山和科爾山之間注入沙克爾頓冰川，現時由南極條約體系管理。